# Plac Dąbrowskiego w Skierniewicach

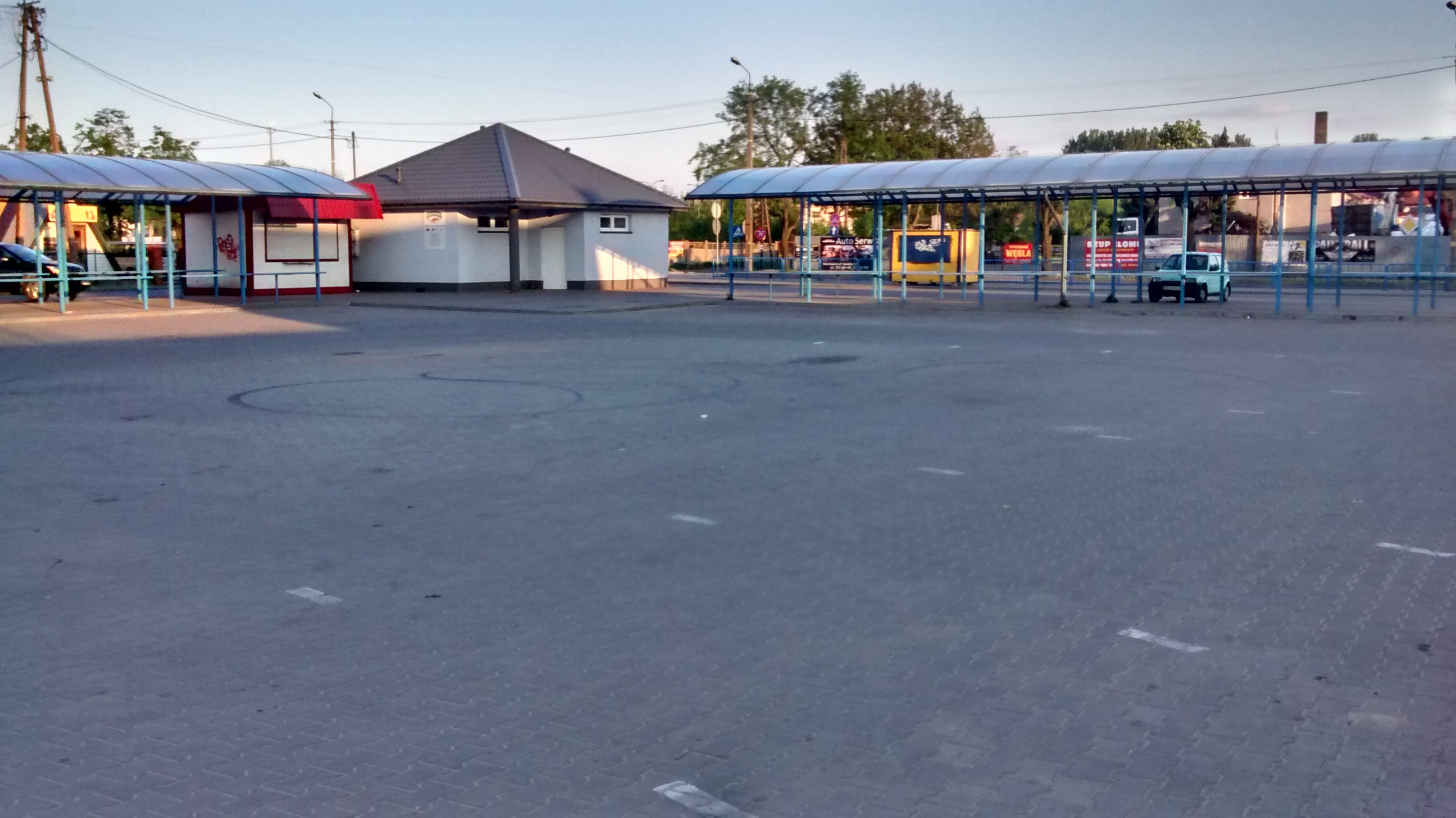
Wiaty handlowe na Pl. Dąbrowskiego

Plac Dąbrowskiego w Skierniewicach – plac utworzony po II wojnie światowej w centrum miasta Skierniewic.
Od placu odbiegają ulice Strykowska, Stefana Okrzei, 1-go Maja. 
Po obu stronach placu od strony wschodniej i zachodniej istnieją budynki wybudowane pod koniec XIX i XX wieku oraz część wzniesiona obecnie.
Od lat sześćdziesiątych plac służy do dziś jako targowisko miejskie otwarte w czwartki i soboty. Wcześniej targowisko znajdowało się na skierniewickim Rynku przy Ratuszu.
Na placu usytuowane są kioski handlowe oraz wiata dla sprzedających jaki kupujących.
Plac Dąbrowskiego jest jednym z najstarszych placów wybudowanych w Skierniewicach po Placu Świętego Floriana i Placu Jana Pawła II, Placu Dworcowym.